# Lidija Petrowna Schtykan
Lidija Petrowna Schtykan (russisch Лидия Петровна Штыкан; * 26. Juni 1922 in Petrograd, Sowjetrussland; † 11. Juni 1982 in Perm, RSFSR, Sowjetunion) war eine sowjetische Theater- und Film-Schauspielerin.

## Leben und Leistungen
Schtykan war bereits als Kind von Filmen fasziniert und fasste daraufhin den Beschluss, Schauspielerin zu werden. Sie begann ihre Ausbildung 1940 beim Leningrader Theaterinstitut „A. N. Ostrowski“, musste diese aber aufgrund des Deutsch-Sowjetischen Krieges unterbrechen und arbeitete daraufhin als Krankenschwester an der Front. Nach Kriegsende kehrte sie an ihre ehemalige Lehranstalt zurück und erwarb 1948 den Abschluss.
Bereits während ihrer Ausbildung sammelte Schtykan Erfahrungen am Großen Dramatheater „M. Gorki“ in Leningrad, wechselte aber 1948 an das Alexandrinski-Theater, das bis zu ihrem Tod ihre Wirkungsstätte bleiben sollte. Sie erwarb sich im Laufe der Jahre den Ruf einer Mimin, die Stimmungsbilder perfekt darzustellen wusste. Als einer ihrer größten Erfolge zählt die Rolle der Blanche in einer Adaption von Dostojewskis Der Spieler im Jahr 1956, weitere bekannte Charaktere in ihrem Schaffen waren die Olivia in Shakespeares Was ihr wollt, Luise Miller in Schillers Kabale und Liebe, Marina Mnischek in Puschkins Boris Godunow und Lady Teazle in Sheridans The School for Scandal.
1944 spielte Schtykan in Жила-была девочка (Schila-byla dewotschka) und Морской батальон (Morskoi batalon) ihre ersten Filmrollen, nach 5-jähriger Pause war sie 1949 in Константин Заслонов, einem Werk über den Partisan Konstantin Sergejewitsch Saslonow, zu sehen. Eine weitere Filmbiografie folgte 1950 mit Melodie des Lebens über den Komponisten Modest Petrowitsch Mussorgski. Bis zu ihrem Tod wirkte Schtyka in annähernd 50 Filmen mit, darunter mehreren Fernsehproduktionen. Ihre einzigen Hauptrollen gab sie in den ebenfalls fürs Fernsehen gedrehten Filmen Зима тревоги нашей (Sima trewogi naschei, 1963) und Бешеные деньги (Beschenye dengi, 1968). Neben ihrem Wirken vor der Kamera war sie außerdem 1970 als Sprecherin in Говорящая машина (Doworjaschtschaja maschina) zu hören.
Schtykan war Trägerin der Titel Verdiente Künstlerin der RSFSR (1957) und Volkskünstlerin der RSFSR (1968). Sie starb kurz vor ihrem 60. Geburtstag während eines Gastspiels in Perm und wurde auf dem Friedhof von Komarowo in Leningrad beigesetzt.

## Privates
Lidija Schtykan heiratete 1945 den Schauspieler Nikolai Alexandrowitsch Bojarski (1922–1988), am 18. November desselben Jahres wurde ihr Sohn Oleg geboren. Aus der Ehe ging außerdem eine Tochter namens Jekaterina hervor, die ebenfalls die Theaterfakultät besuchte. Sie ist die Verfasserin des 2007 erschienenen Buches Театральная династия Боярских (Teatralnaja dinastija Bojarskich, dt.: Theaterdynastie Bojarski).

## Filmografie (Auswahl)
- 1950: Melodie des Lebens (Musorgski)
- 1958: Daß es dich gibt … (Dorogoi moi tschelowek)
- 1967: In der Stadt S. (W gorode S.)
- 1969: Der lebende Leichnam (Schiboi trup)
- 1974: Zarewitsch Proscha
- 1975: Schritt entgegen (Schag nawstretschu)